# Martin Brasch

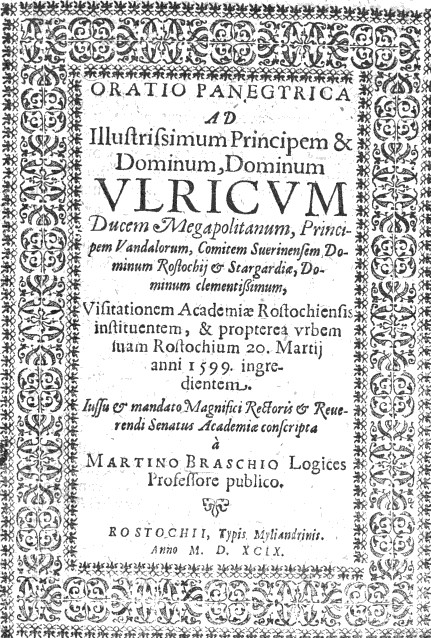

Martin Brasch (* 1565 in Grubenhagen (Mecklenburg); † 24. April 1601 in Rostock) war ein Epiker, Lyriker, Rhetoriker und Professor der Logik an der Universität Rostock.

## Ausbildung und Studium
Brasch war der Sohn des gleichnamigen Predigers Martin Brasch aus Grubenhagen. Über den schulischen Werdegang ist nichts weiter bekannt. Brasch bezog 1580 die Universität Rostock wo er 1586 zum Bakkalar und zum Magister promoviert wurde.

## Akademische Laufbahn
Ab 1589 war Brasch zunächst Rektor der Schule in Malchin und dann Subrektor am Gymnasium in Stralsund.
Zum Herbst des Jahres 1593 wurde Brasch dann von Herzog Adolf Friedrich I. zum ordentlichen Professor der Logik an der Universität Rostock ernannt. Braschs Vorgänger war Matthias Flacius der Jüngere (1547–1593).
Brasch behielt sein Amt bis zu seinem Tode 1601 inne. Auf ihn folgte Peter Sasse (1571–1642).

## Privatleben
Brasch war wenigstens zweimal verheiratet. Nachdem er im Juni 1594 zu einer Reise durch Deutschland aufgebrochen war, die ihn über seine Heimatstadt Grubenhagen, Havelberg, Magdeburg, Dessau, Dresden, ins Erzgebirge, dann über Leipzig, Naumburg, Pforte, Jena, Erfurt, Nürnberg, Altdorf, Tübingen, Straßburg, Speier, Heidelberg, Frankfurt, Wiesbaden, Mainz, Trier, Köln, Herborn, Kassel, Goslar, Helmstedt und Braunschweig wieder nach Mecklenburg führte (alles Stationen beschreibt er in einem ausführlichen Hodoeporicon), heiratete er Anna, die Tochter des Rostocker Professors Valentin Schacht, jedoch bereits 1597 Dorothea Baden.